# Фарфоровский пост
Фарфоровский пост — исторический квартал в Санкт-Петербурге, расположенный между Софийской улицей и Московской железной дорогой.
Название квартала восходит к Императорскому фарфоровому заводу (порцелиновой мануфактуре), который был основан здесь ещё в 1744 году, рядом с ним постепенно сформировалось поселение — Фарфоровская слобода. В 1892 году была открыта железнодорожная станция Фарфоровский пост Николаевской железной дороги, тогда же в едином стиле со зданием вокзала были построены краснокирпичные двухэтажные дома для её рабочих. На рубеже 1920-х с южной стороны были построены ещё несколько корпусов, три дома относятся к 1950-м.
По оценке ВООПИиК, Фарфоровский пост представляет собой редкий образец сохранной дореволюционной квартальной застройки. Здания конца 1890-х находятся в хорошем состоянии и не являются аварийными.
В 2021 году ради строительства высокоскоростной железной дороги между Москвой и Санкт-Петербургом решено было снести дореволюционные дома № 40, 44, 48 и 54, а также дом № 34 1930-х годов постройки и здание вокзала «Фарфоровская». КГИОП отказал домам в защитном статусе. Градозащитники и местные жители выступили против сноса и обратились к главе Следственного комитета Александру Бастрыкину с просьбой проверить правомерность решения КГИОП и не допустить уничтожения исторического квартала.
В 2022 году квартал был внесён в список выявленных объектов культурного наследия. 3 марта 2023 года вокзал остановочного пункта «Фарфоровская» и дома под номерами 40, 44, 46, 48, 52 и 54 получили статус выявленных объектов культурного наследия. При этом здания № 34, 40, 44, 48 и 54 всё ещё попадают в полосу отвода для строительства ВСМ. В июне 2023 года жители этих домов получили уведомление об изъятии их участков, однако сроки в сообщении указаны не были. В ноябре того же года жители Фарфоровского поста обратились с открытым письмом к президенту РФ Владимиру Путину с просьбой сохранить их дома.
В июне 2024-го КГИОП опубликовал результаты экспертизы, проведённой компанией ООО «ЛенСтройУправление» по заказу ФГБУ науки «Институт истории материальной культуры Российской академии наук». Согласно ей, территорию Фарфоровского поста, то есть зданий и прилегающей земли, предлагалось признать достопримечательным местом, но предусматривалась возможность перемещения корпусов. В конце августа того же года на сайте КГИОП была обнародована новая экспертиза, заказанная Петроградским местным отделением общества охраны памятников и выполненная архитектором Ольгой Коваленко из ГБУК «Новгородское научно-реставрационное управление». По её результатам, здания Фарфоровского поста признаются единым ансамблем объектов культурного наследия, а в предмет охраны вносятся также некоторые интерьеры.